# Subligar

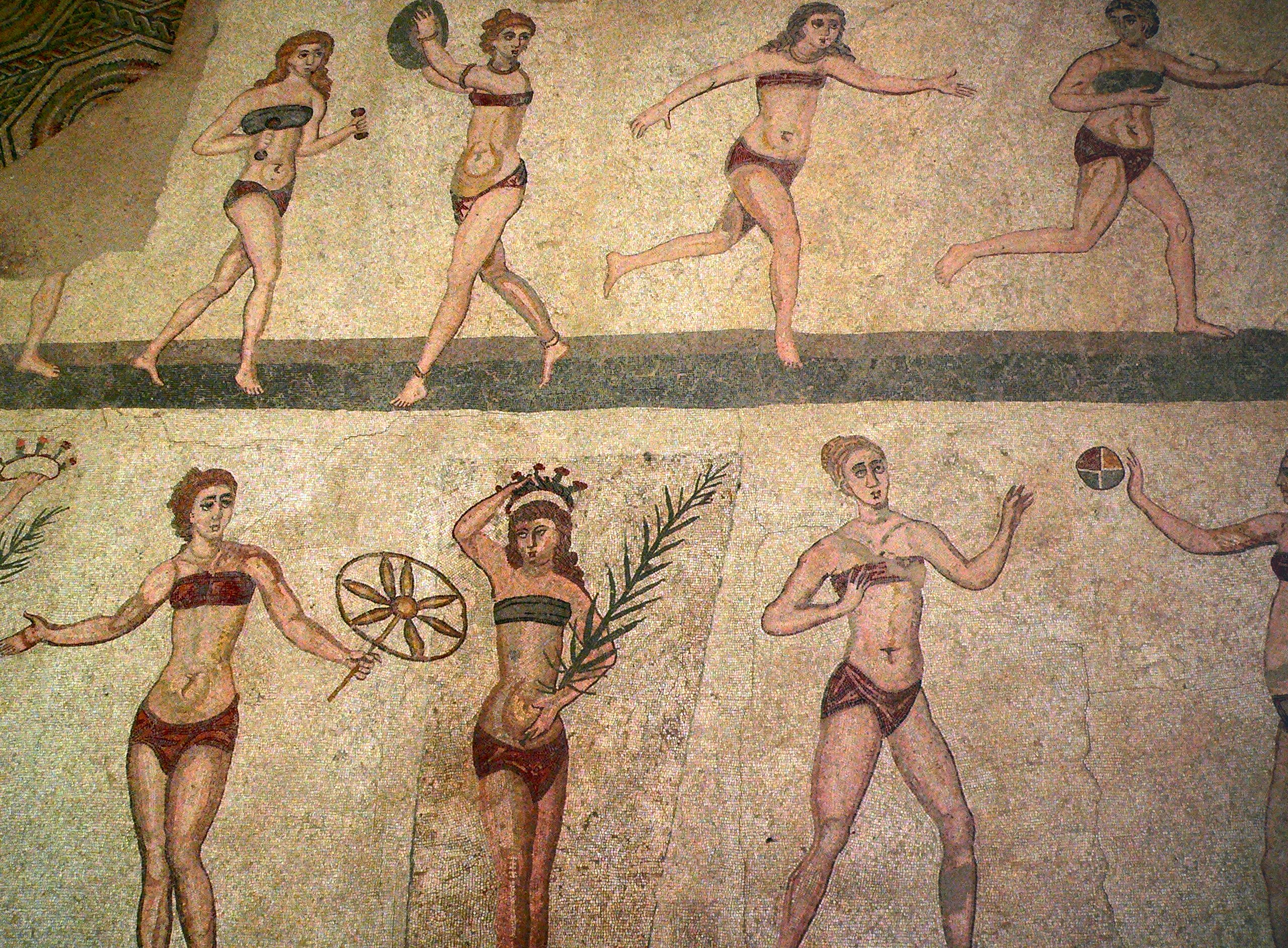
Atletas femininas trajando um subligar (parte inferior) e um estrófio (parte superior)

Subligar (em latim: subligar) ou subligáculo (em latim: subligaculum), também conhecido como diázoma ou perízoma (em grego clássico: διάζωμα; περίζωμα; romaniz.: diázoma; perizoma), era uma espécie de calção utilizado na Antiguidade para tapar ou proteger as partes sexuais dos atletas durante competições esportivas. Na Grécia Antiga utilizava-se o subligar desde tempos muito antigos, mas com o tempo seu uso foi descontinuado e os atletas competiram inteiramente pelados.
Os romanos e demais nações não gregas, por outro lado, sempre mantiveram o uso do subligar em seus exercícios ginásticos. Ele também foi trajado por atores no palco, por aqueles que pisavam em uvas (torcular) e o popa romano em sacrifícios, tendo então recebido a denominação de limo (em latim: limus) Sob o nome de limo, o subligar também era utilizado pelos escravos romanos. Segundo Estrabão, escravos da Índia também utilizavam o limo.